# 斯卡恩鎮區 (明尼蘇達州羅索縣)
斯卡恩鎮區（英語：Skagen Township）是位於美國明尼蘇達州羅索縣的一個行政鎮區。

## 地方資料
斯卡恩鎮區的面積為90.93平方千米，皆為陸地。根據2020年美國人口普查的數據，當地共有人口202人，而人口密度為每平方千米2.22人。